# Sonsoto
Sonsoto es una localidad española perteneciente al municipio de Trescasas —con el que se fusionó en 1844—, en la provincia de Segovia, comunidad autónoma de Castilla y León. En 2022 contaba con 583 habitantes censados.

## Toponimia
En 1247 se menciona como Somsoto y en 1591 ya tenía el nombre de Sonsoto. El topónimo puede tener dos orígenes ya que el vocablo Som puede derivar de fontem, ‘fuente’, o de summum, ‘más alto’. Por su parte, Soto deriva del latín saltus, ‘bosque, pasto de montaña, claro’. Podría significar, por tanto, la «Fuente del Soto» —cerca de la localidad se encuentra la Fuente Antigua— o hacer referencia a su posición más elevada respecto de una dehesa al sur de Sonsoto, en pleno interfluvio.
En las proximidades de Santo Domingo de la Calzada (La Rioja) está el despoblado de Sonsoto, hoy llamado San Soto, cerca de la ermita de la Virgen de las Abejas.

## Geografía

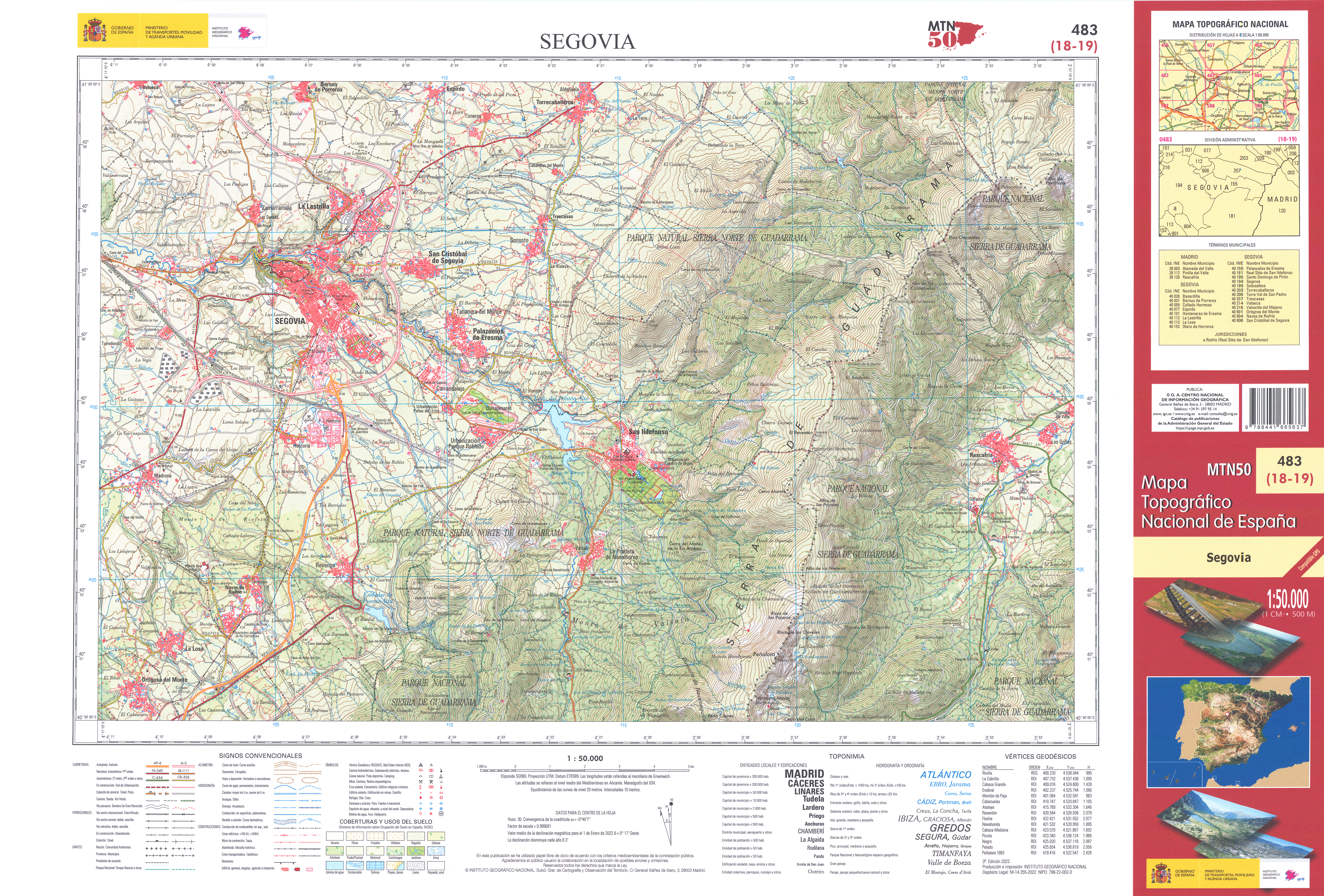
Fragmento de la hoja 483 del Mapa Topográfico Nacional de España de 2022 en el que se representa la localidad de Sonsoto

### Ubicación
Ubicada su zona urbanizada junto al parque natural Sierra Norte de Guadarrama, limita al sur con Palazuelos de Eresma, al este con la provincia de Madrid, y La Atalaya, al norte con Trescasas y al oeste con San Cristóbal de Segovia.
Los dos principales picos son el pico de La Atalaya (1647 m) en el límite del término municipal con Palazuelos de Eresma y en el límite con el término de Trescasas el la cima El Cancho (2077 m), que es el más alto de toda la localidad y frontera con Palazuelos de Eresma y Rascafría (Madrid).
Otras elevaciones de la localidad son frontera con Palazuelos de Eresma El Morro (1753 m) y El Majalejo (1693 m).
| Noroeste: Trescasas                                | Norte: Trescasas                              | Noreste: Trescasas, Rascafría (Madrid)  |
| Oeste: San Cristóbal de Segovia                    |                                               | Este: La Atalaya, Rascafría (Madrid)    |
| Suroeste: Tabanera del Monte, Palazuelos de Eresma | Sur: Tabanera del Monte, Palazuelos de Eresma | Sureste: La Atalaya, Rascafría (Madrid) |
| ----Mapa interactivo — Sonsoto y su término local  |                                               |                                         |

## Historia

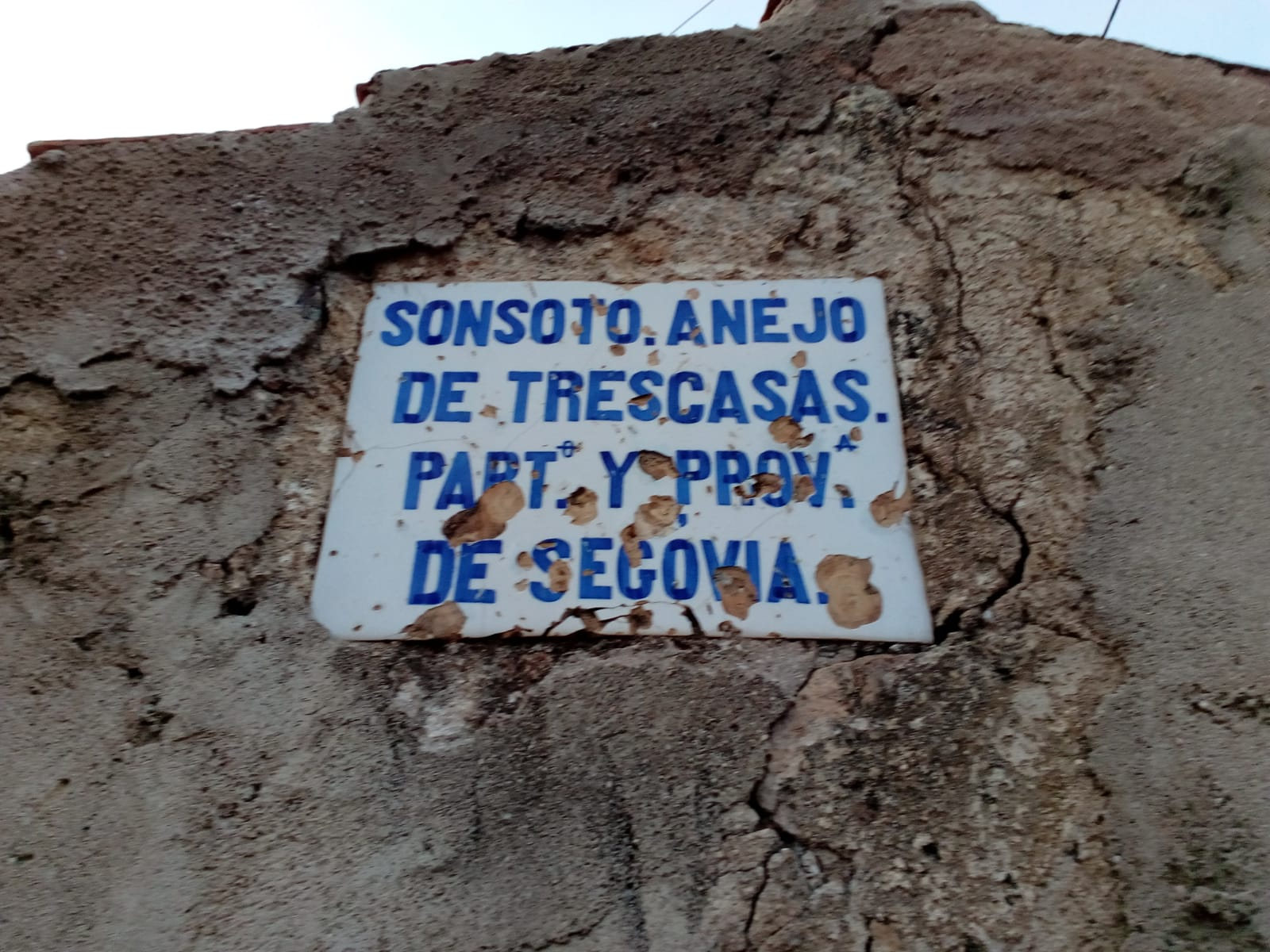
Inscripción antigua sobre Sonsoto en una choza

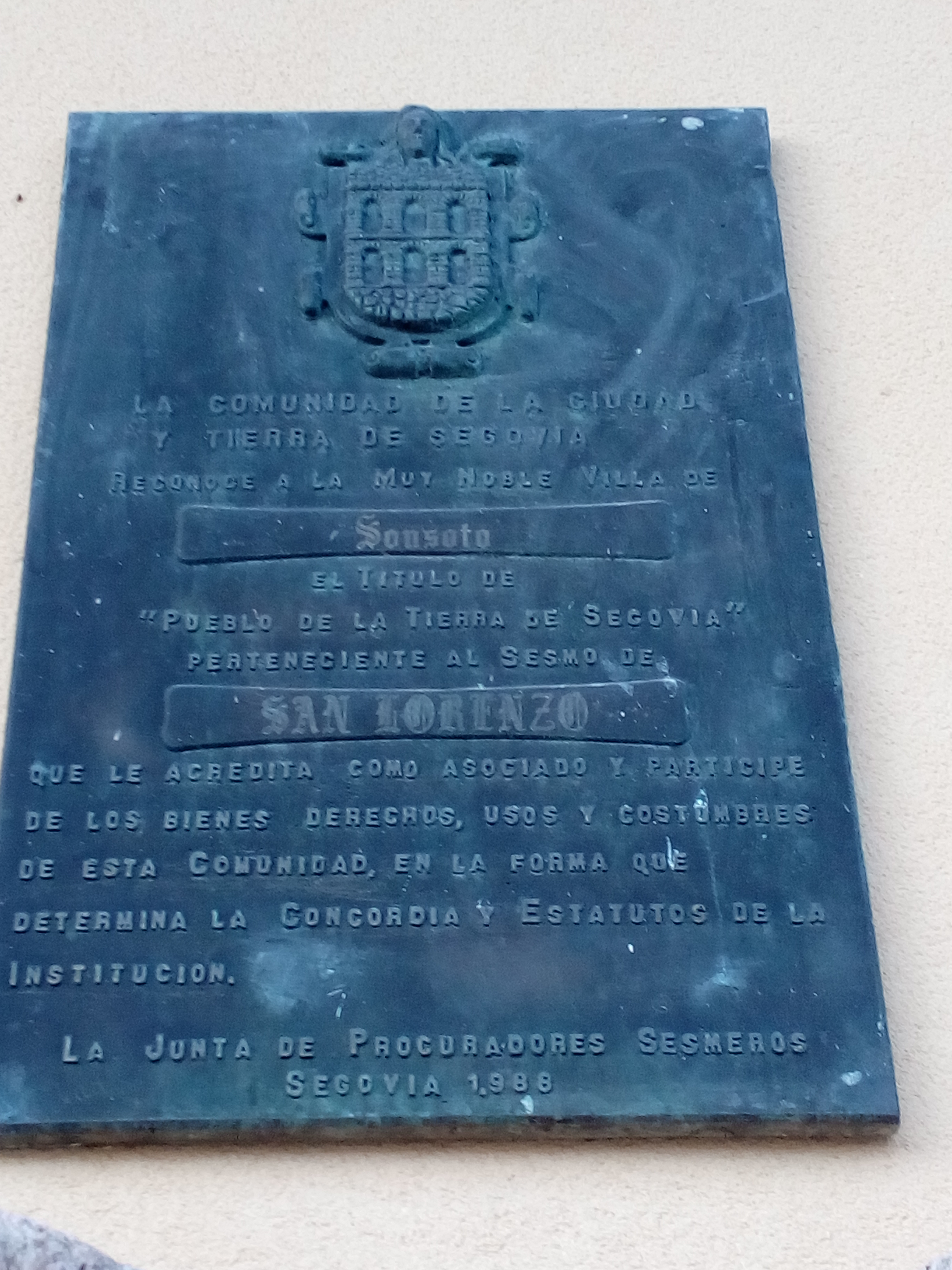
Documento en el que se reconoce a Sonsoto como Pueblo de la Tierra de Segovia perteneciente al Sexmo de San Lorenzo

El primer documento donde aparece mencionado como Sonsoto data de 1247 por motivos eclesiásticos, considerado como un municipio independiente. Un municipio dedicado a la agricultura y a la ganadería, lo que les llevó a una organización en el reparto del agua del río Cambrones. Este río nace a 1800 metros de altitud en el término de Torrecaballeros. La manera de canalizar, distribuir y repartir su agua, viene a reflejar un avanzado sistema organizativo, que contaría con una población a la vez que heterogénea, abundante. La Noble Junta de Cabezuelas daba nombre a esta unión de los distintos concejos en el cual Sonsoto poseía 8 caces. Se le menciona con el nombre actual desde 1591.
Antiguamente existió la aldea de Cáceres, ya desaparecida, situada a 1,4 km al oeste/suroeste de Sonsoto, aldea que era dependiente de Sonsoto, en un alto llamado La Cabezuela.
Sonsoto fue un municipio históricamente independiente hasta 1857 cuando se fusionó con el municipio de Trescasas aun siendo históricamente más importante Sonsoto bajo el nombre de Trescasas debido a que los núcleos urbanos de ambos municipios se acabaron solapando con el crecimiento poblacional y urbanístico de la época y a la iglesia de la Inmaculada Concepción que se construyó entre ambos núcleos de población.

Es junto a La Atalaya y Trescasas uno de los tres núcleos de población que conforman el municipio.

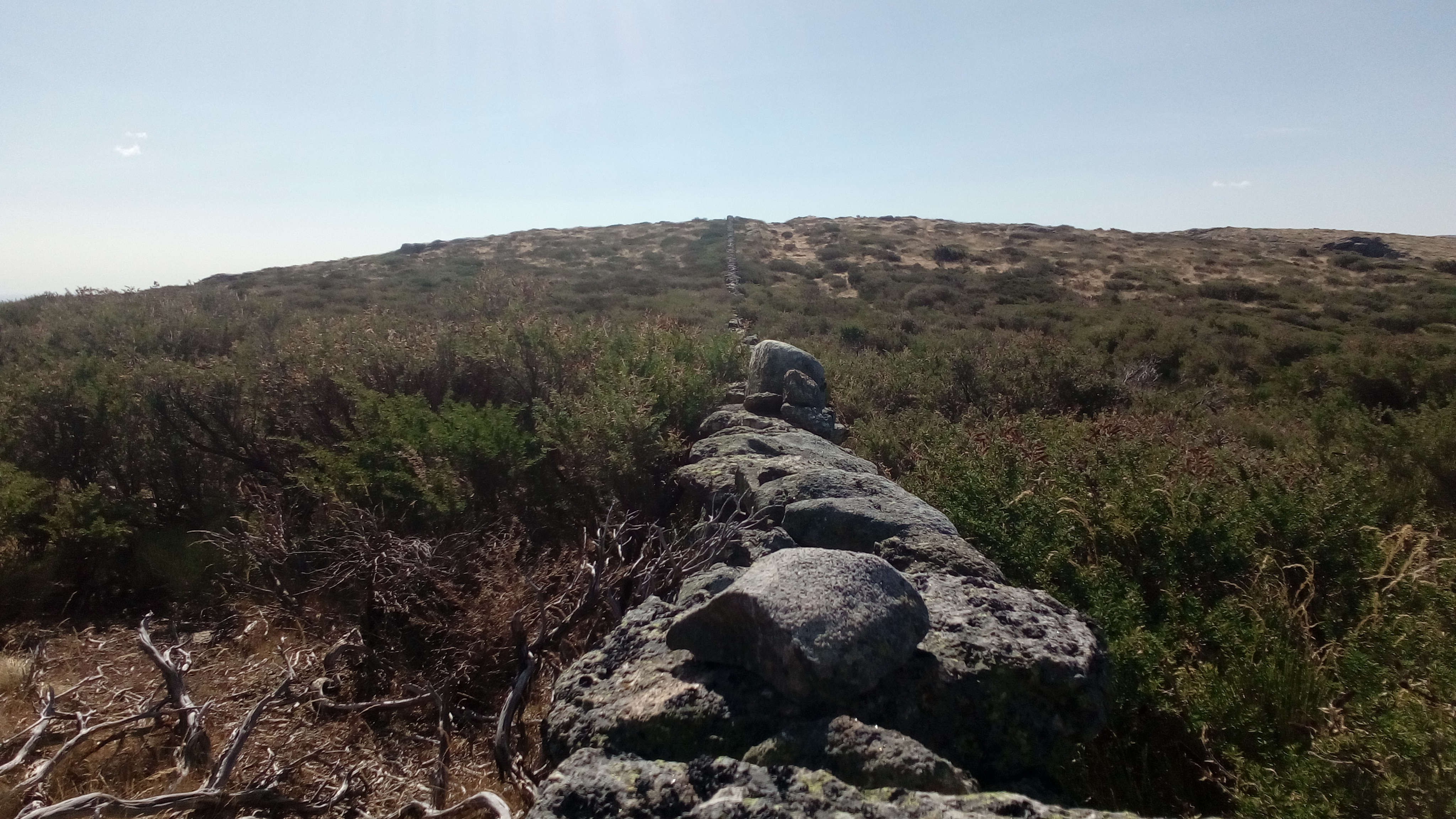
Cerca divisoria en la sierra entre el término de Trescasas y Sonsoto respectivamente

## Demografía
| 1528 | 1570 | 1591 | 1749 |
| ---- | ---- | ---- | ---- |
| 31   | 57   | 48   | 21   |

Según el Censo de Pecheros (1528), los vecindarios de la ciudad de Segovia y su tierra en (1570 y 1591) y el Catastro de Ensenada (1749).
| Gráfica de evolución demográfica de Sonsoto entre 1828 y 2022 |
| |
| Población según el Diccionario geográfico-estadístico de España y Portugal de Sebastián Miñano. Población de derecho (1842 que es población de hecho) según los censos de población del siglo XIX. Población según Vicente Pascual Tejedor. Población residente (2000-2021) según los censos de población del INE. Población según el padrón municipal de 2022 del INE. |

Tradicionalmente con más población que Trescasas fue en 1759 la primera vez que tuvo menos población que Trescasas.

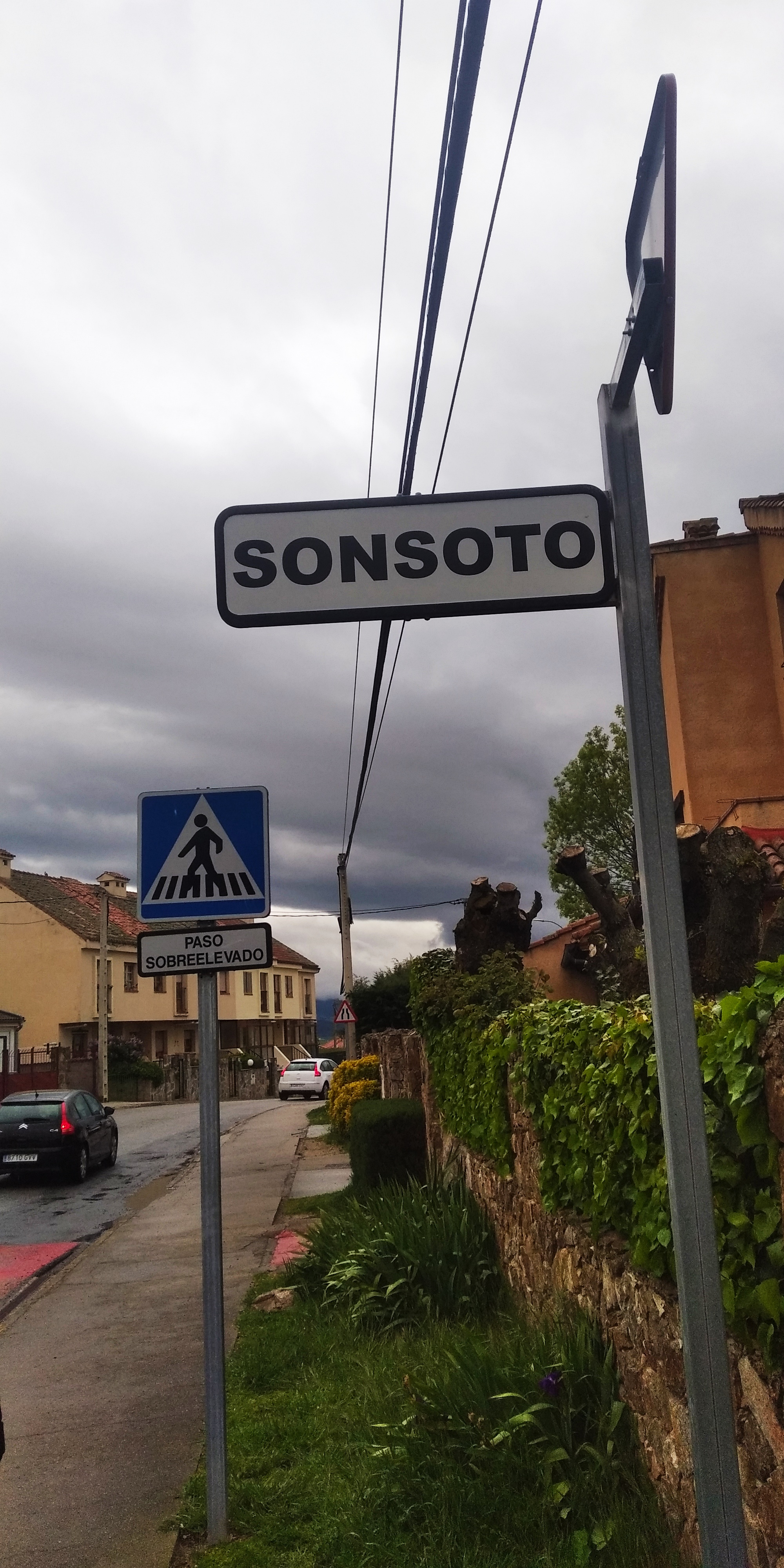
Nombre de la localidad en la señal que indica la entrada a la zona urbanizada desde Trescasas

## Autobuses

Plano Metropolitano Segovia donde aparecen las líneas a su paso por Sonsoto

Trescasas y Sonsoto forman parte de la red de transporte Metropolitano de Segovia que va recorriendo los distintos pueblos de la provincia; para en Trescasas y Sonsoto cada hora y media 15 veces el día laborable en dos diferentes rutas, 5 los sábados y 3 los domingos.
| Línea | Trayecto |
| ----- | --- |
| M6    | Torrecaballeros - Segovia (por Montecorredores, San Cristóbal, Sonsoto, Trescasas, Cabanillas del Monte y Aldehuela)                         |
| M6*   | Torrecaballeros - Segovia (por Tabanera del Monte, Palazuelos de Eresma San Cristóbal, Sonsoto, Trescasas, Cabanillas del Monte y Aldehuela) |

## Cultura

### Patrimonio
- Necrópolis de San Pedro, antiguo cementerio de Sonsoto durante el siglo XVIII en las ruinas de una anterior iglesia románica;[21]
- Fuente ornamental con piezas originales de la Cacera Mayor;[22]
- La casa del esquileo de Sonsoto o de Salazar, construida a principios de siglo XIX (Madoz).[23]
- Un potro de herrar en el casco urbano.[24]
- Cañada Real Soriana Occidental y las cañadas de los salios;[25]
- Fuente de Sonsoto, con una inscripción de 1595;[26]
- Mojón conmemorativo donde se ubicó Cabezuelas;[27]
- Dos pilones a ambos lados de la SG-V-6123 en la entrada a la zona urbanizada;
- Trincheras en la sierra de la guerra civil, utilizadas por bando sublevado.

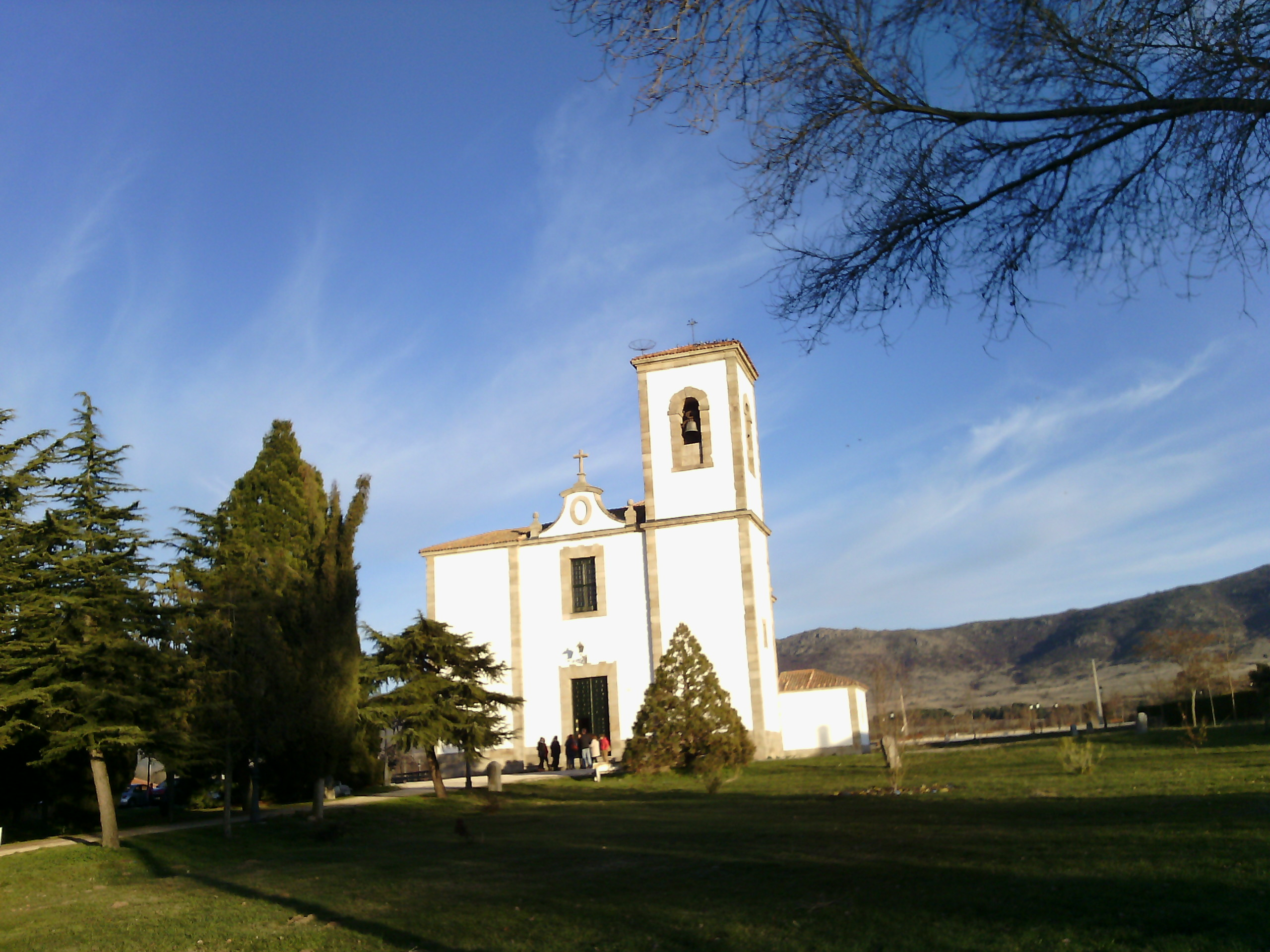
Iglesia de la Inmaculada Concepción

Iglesia
Está dedicada a la Inmaculada Concepción y se localiza en un lugar delimitado por recios mojones de granito, a medio camino entre los dos barrios que hoy conforman la población. Es un sobrio edificio neoclásico cuya planta se articula en una sola nave de dos tramos, con capilla mayor de cabecera plana cubierta con bóveda de cañón con lunetos en la nave, brazos del crucero y capilla mayor; y con cúpula sobre pechinas en el crucero. Dentro del templo pueden contemplarse siete sencillos retablos barrocos, dentro de los cuales se acogen otras tantas grandes pintura sobre lienzo, seis de las cuales fueron obras de Ramón Bayeu, cuñado de Goya, así como el del altar mayor que fue regalo del propio rey Carlos III.

### Fiestas
- 29 de junio: San Pedro;
- 16 de agosto: San Roque;
- 13 de junio: San Antonio Abad;

Compartidas con Trescasas
- Día de la Cacera Mayor, último sábado de mayo;
- 19 de marzo: San José;[28]
- 3 de mayo: La Cruz de Mayo;
- Último fin de semana de septiembre: Nuestra Señora del Rosario, estas son las más celebradas.[29]

### Leyendas
Leyenda del Tuerto de Pirón
El Tuerto de Pirón era un bandolero nacido en la localidad cercana de Santo Domingo de Pirón. Fernando Delgado Sanz, apodado el Tuerto de Pirón, robaba a los ricos, asaltaba iglesias y caminos, en uno de sus asaltos su banda intentó robar al párroco de Trescasas y Sonsoto, Matías Yuste, cosa que no lograron porque el párroco les apuntó con un pistolón, les dio de comer y les pidió amablemente que se fueran y volvieran al camino de la ley diciendo que el poco dinero que tenía era todo para mantener la parroquia local.
Leyenda de la iglesia de la Inmaculada Concepción
En el siglo XI Trescasas y Sonsoto dependían eclesiasticamente de la vere nullius de San Ildefonso gestionada por el rey y no por Obispado de Segovia. El rey Carlos III llevó a cabo una reforma ilustrada con el fin de crear cementerios civiles siendo el de La Granja el primero de España.
En Trescasas y Sonsoto bajo su mando llevó el proyecto piloto de destinar la románica iglesia de San Benito, parroquial de Trescasas a uso exclusivo como cementerio construyendo la actual Iglesia de la Inmaculada Concepción entre ambos núcleos, dejando así la iglesia también románica de San Pedro, parroquial de Sonsoto, abandonada. Como este proyecto del rey no fue explicado o no fue entendido por los que vivían aquí se mantuvo hasta recientemente la idea popular de que el rey había creado la nueva iglesia para oír misa cuando estaba de caza por zonas próximas no siendo las iglesias antiguas dignas para su majestad, pese a su perfecto estado de conservación en ese momento.